# Post Traumatic
Post Traumatic – debiutancki album studyjny wokalisty Linkin Park - Mike’a Shinody. Został on w całości nagrany i wyprodukowany przez Mike'a. Artysta zapowiedział go w marcu 2018 roku i powiedział, że jest on walką ze smutkiem po śmierci przyjaciela z zespołu Chestera Benningtona. Gościnnie na albumie znaleźli się Blackbear, K.Flay, Chino Moreno, Machine Gun Kelly oraz Grandson. Klipy zostały zrealizowane do wszystkich utworów z tej płyty. Album zebrał pozytywne opinie.

## Początek
29 stycznia 2018 roku Mike Shinoda wydał minialbum pod tytułem Post Traumatic EP, gdzie zawarte są 3 pierwsze utwory z płyty, w których artysta opisuje uczucia po tragicznej śmierci przyjaciela i członka zespołu Chestera Benningtona, 20 lipca 2017 roku. Muzyk zdecydował się wydać je pod swoim imieniem i nazwiskiem, mówiąc, że nie jest to ani Fort Minor, ani Linkin Park, a "po prostu on". 29 marca 2018 roku Mike zapowiedział solowy album długogrający o tej samej nazwie, w którym będą zawarte utwory ze styczniowej EP.

## Lista utworów
1. "Place To Start" – 2:13
2. "Over Again" – 3:51
3. "Watching As I Fall" – 3:31
4. "Nothing Makes Sense Anymore" – 3:34
5. "About You" (feat. blackbear)  – 3:26
6. "Brooding" (Instrumental) – 2:32
7. "Promises I Can't Keep" – 3:23
8. "Crossing A Line" – 4:03
9. "Hold It Together" – 3:25
10. "Ghosts" – 2:55
11. "Make It Up As I Go" (feat. K.Flay) – 3:30
12. "Lift Off" (feat. Chino Moreno, Machine Gun Kelly) – 4:00
13. "I.O.U." – 2:43
14. "Running From My Shadow" (feat. grandson) – 3:25
15. "World's On Fire" – 3:16
16. "Can't Hear You Now" – 3:28

## Muzycy
- Mike Shinoda - wokale główne (utwory: 1-5, 7-16), gitara (utwory: 2-9, 11, 14-16), rap (utwory: 2, 5, 11-14, 16), gitara basowa, programowanie, pianino (utwory: 4, 7-8, 10-11), instrumenty perkusyjne, syntezator, perkusja, keyboard, perkusja elektroniczna, sampler
- Rob Bourdon - perkusja elektroniczna (utwór: 1)
- blackbear - wokale (utwór: 5)
- Darren King - perkusja (utwór: 9)
- K.Flay - wokale (utwór: 11)
- Chino Moreno - wokale (utwór: 12)
- Machine Gun Kelly - rap (utwór: 12)
- Grandson(inne języki) - wokale (utwór: 14)
- Boonn - gitara (utwór: 14)